# Kakuei Tanaka
Kakuei Tanaka (田中 角栄 o 田中 角榮 , Tanaka Kakuei?,  Nishiyama, 4 de mayo de 1918 - Minato, 16 de diciembre de 1993) fue un político japonés, 64.º y 65.º Primer ministro de Japón desde el 7 de julio de 1972 hasta el 22 de diciembre de 1972, y desde el 22 de diciembre de 1972 hasta el 9 de diciembre de 1974.
También fue el miembro más influente del Partido Liberal Democrático hasta la mitad de la década de los 70, cuando perdió el poder después de una larga serie de escándalos, llevándolo a ser descrito como "el paradigma de la corrupción de la posguerra." Tanaka, apodado Kaku-san, era conocido como la "Sombra Shōgun" (闇将軍 Yami-shōgun?) o "Shogun de las Tinieblas".

## Biografía

### Primeros años
Tanaka nació en una familia rural con siete hijos en Nishiyma (Prefectura de Niigata). Su padre estuvo involucrado en la fundación de una granja lechera que fracasó, arruinando a la familia. Kakuei dejó la escuela después del octavo grado y comenzó a trabajar en el negocio de la construcción, y pronto se mudó a Tokio.
En 1937, Tanaka se encontró por casualidad en un ascensor con el vizconde Okochi Masatoshi, cabeza de la corporación Riken. Okochi, aparentemente impresionado con la energía y ambición de Tanaka, acordó en ayudarlo para comenzar una empresa de dibujo técnico en Tokio.
La empresa sólo mantuvo ocupado a Tanaka durante dos años: fue reclutado en el ejército en 1939 y enviado a Manchuria, donde sirvió como escribiente en el regimiento de caballería de Morioka. Después de servir dos años en el ejército, contrajo neumonía y regresó a Tokio para recuperarse; no volvió a alistarse.
De vuelta en Japón, Tanaka comenzó a buscar oficinas para retomar su actividad de dibujo técnico, y en la empresa de ingeniería civil Sakamoto, conoció a la viuda del fallecido presidente de la compañía, que no sólo le consiguió lo que necesitaba, sino también a la larga le pidió que se casara con su hija, Sakamoto Hana. Tanaka aceptó, e inició su camino en la clase alta.